# Liste des épisodes de Slam Dunk
Slam Dunk est une série animée autour du basket-ball adaptée du manga du même titre par Takehiko Inoue. 
Produite par Toei Animation et réalisée par Nobutaka Nishizawa, la série a été diffusée sur TV Asahi du 16 octobre 1993 au 23 mars 1996,. Toei a compilé les épisodes dans une série de 17 DVD qui sont sortis au Japon du 10 décembre 2004 au 21 mai 2005. Toei a de nouveau rassemblé la série dans trois coffrets DVD en 2008. Les trois coffrets comportent un total de dix-sept disques,,. Pour célébrer le 20e anniversaire de la diffusion de la série, l'anime est sorti en Blu-ray en 2014. Uniquement les épisodes 1 à 85 ont été doublés en anglais,. Il n'existe pas de doublage français.

## Génériques

### Début
| Numéro | Titres                       | Artiste | Épisodes | 1re date de diffusion |
| ------ | ---------------------------- | ------- | -------- | --------------------- |
| 1      | Kimi ga Suki da to Sakebitai | BAAD    | 1-61     | 16 octobre 1993       |
| 2      | Zettai ni, Daremo            | ZYYG    | 62-101   | 8 avril 1995          |

### Fin
| Numéro | Titres                      | Artiste     | Épisodes | 1re date de diffusion |
| ------ | --------------------------- | ----------- | -------- | --------------------- |
| 1      | Anata Dake Mitsumeteru      | Maki Ohguro | 1-24     | 16 octobre 1993       |
| 2      | Sekai ga Owaru Made wa...   | WANDS       | 25-49    | 7 mai 1994            |
| 3      | Kirameku Toki ni Torawarete | MANISH      | 50-81    | 7 janvier 1995        |
| 4      | My Friend                   | ZARD        | 82-101   | 21 octobre 1995       |

## Liste des épisodes
| No  | Titre français                                                        | Titre japonais              | Titre japonais                             | Date de 1re diffusion |
| No  | Titre français                                                        | Kanji                       | Rōmaji                                     | Date de 1re diffusion |
| --- | --------------------------------------------------------------------- | --------------------------- | ------------------------------------------ | --------------------- |
| 1   | Le génie du basket-ball est né                                        | 天才バスケットマン 誕生!?   | Tensai Basuketto Man Tanjō!?               | 16 octobre 1993       |
| 2   | Mort au basket ! Hanamichi VS Rukawa                                  | くたばれバスケ! 花道VS流川  | Kutabare Basuke! Hanamichi tai Rukawa      | 30 octobre 1993       |
| 3   | Gorille VS Hanamichi ! Un choc de puissance !                         | ゴリラVS花道! 究極の対決!!  | Gorira tai Hanamichi! Kyūkyoku no Kessen!! | 6 novembre 1993       |
| 4   | Hanamichi le basketteur rejoint l'équipe !                            | バスケットマン花道入部!     | Basuketto Man Hanamichi Nyubu!             | 13 novembre 1993      |
| 5   | Un après-midi inutile !                                               | 根性なしの午後              | Konjō Nashi no Sabato                      | 20 novembre 1993      |
| 6   | Rukawa VS Akagi ! La confrontation !                                  | 流川VS赤木·本物対決!        | Rukawa tai Akagi: Honmono Taiketsu!        | 4 décembre 1993       |
| 7   | Les débuts d'Hanamichi ! Va y voir du Dunk !                          | 花道デビュー!ダンクさく裂   | Hanamichi Debyū! Danku Sakuretsu!          | 11 décembre 1993      |
| 8   | Hanamichi en pleins doutes ! Le piège du judoka                       | 花道ピンチ! 柔道男の罠      | Hanamichi Pinchi! Jūdō Otoko no Wana       | 18 décembre 1993      |
| 9   | Je vais jouer au basket-ball !                                        | オレは バスケットをやる!    | Orewa basuketto wo yaru!                   | 25 décembre 1993      |
| 10  | Le "tir du paysans" est difficile                                     | 庶民のシュートは むずかしい | Shomin no Shūto wa Muzukashii              | 8 janvier 1994        |
| 11  | Notre entraînement spécial secret entre amoureux                      | 二人だけの 愛の秘密特訓!?   | Futari dake no Ai no Himitsu Tokkun!?      | 15 janvier 1994       |
| 12  | En garde Ryônan ! Le dernier entraînement avant le match              | 倒せ陵南! 決戦前夜の猛特訓  | Taose Ryōnan! Kessen Zen'ya no Mōtokkun    | 22 janvier 1994       |
| 13  | Shôhoku VS Ryônan ! Les capitaines sont en feu !                      | 湘北VS陵南 燃える主将!      | Shōhoku tai Ryōnan, Moeru Kyaputen!        | 29 janvier 1994       |
| 14  | Un super match de basket-ball contre le lycée Ryônan                  | 超高校級! 陵南ドトウの攻撃  | Chō Kōkō Kyū! Ryōnan Dotō no Kōgeki        | 5 février 1994        |
| 15  | L'arme secrète Hanamichi sous les feux de la rampe !                  | 花道キンチョーの 晴れ舞台!  | Hanamichi Kinchō no Hare Butai!            | 12 février 1994       |
| 16  | C'est qui ce mec ? L'erreur de Taoka                                  | なんだコイツは!? 田岡の誤算 | Nanda Koisu wa!? Taoka no Gosan            | 19 février 1994       |
| 17  | Les désillusions du roi du rebond, Hanamichi Sakuragi                 | リバウンド王 桜木花道の苦悩 | Ribaundo Ō Sakuragi Hanamichi no Kunō      | 26 février 1994       |
| 18  | Les 2 dernières minutes ! Sendô, je vais te battre !                  | ラスト2分! 仙道は俺が倒     | Rasuto ni-bun! Sendō wa Ore ga Taosu       | 5 mars 1994           |
| 19  | Time Up ! La bataille décisive contre Ryōnan                          | タイムアップ! 決着陵南戦    | Taimu Appu! Ketchaku Ryōnan Sen            | 12 mars 1994          |
| 20  | Les chaussures de basket                                              | バスケットシューズ          | Basuketto Shūzu                            | 19 mars 1994          |
| 21  | Les supers fouteurs de merde ! Hanamichi VS Miyagi                    | スーパー問題児! 花道VS宮城  | Sūpā Mondaiji! Hanamichi tai Miyaga        | 26 mars 1994          |
| 22  | La naissance historique de la pire paire d'abrutis                    | 史上最悪どあほう コンビ誕生 | Shijō Saiaku doachō Konbi Tanjō            | 16 avril 1994         |
| 23  | Le dernier jour de l'équipe de basket de Shôhoku                      | 湘北バスケ部 最後の日       | Shōhoku Basuke-bu Saigo no Hi              | 23 avril 1994         |
| 24  | La bataille pour le justice. L'arrivée de la bande à Sakuragi         | 正義の味方·桜木軍団参上     | Seigi no Mikata: Sakuragi Gundan Sanjō!    | 30 avril 1994         |
| 25  | Celui qui rêvait de remporter le titre national !                     | 全国制覇をめざした男        | Zenkoku Seiha o Mezashita Otoko            | 7 mai 1994            |
| 26  | Les ennuis de Mitsui à ses 15 ans                                     | 三井寿15歳の悩み            | Mitsui Jūgo-sai no Nayami                  | 14 mai 1994           |
| 27  | Je veux jouer au basket !                                             | バスケがしたいです!         | Basuke ga Shitai desu!                     | 21 mai 1994           |
| 28  | Le début des éliminatoires du tournoi inter-lycées                    | インターハイ予選開始        | Intāhai Yosen Kaishi                       | 28 mai 1994           |
| 29  | Les débuts officiels d'Hanamichi !                                    | 花道!公式戦デビュー         | Hanamichi Kōshikisen Debyū                 | 18 juin 1994          |
| 30  | La grande contre-attaque de la bande des repentis                     | ハンセイ軍団の大反撃        | Hansei Gundan no Daihangeki                | 25 juin 1994          |
| 31  | Un ennemi redoutable ! L'arme secrète de Miuradai !                   | 宿敵三浦台の 秘密兵器       | Shukuteki Miuradai no Himitsu Heiki        | 2 juillet 1994        |
| 32  | Le dunk ravageur du génie Hanmichi !                                  | 天才花道!必殺ダンク         | Tensai Hanamichi! Hissatsu Danku           | 16 juillet 1994       |
| 33  | Hanamichi Sakuragi, l'expulsé                                         | 退場王!?桜木花道            | Taijō Ō! Sakuragi Hanamichi                | 6 août 1994           |
| 34  | Le conseil du Gorille le regard qui tue                               | ゴリ直伝·眼で殺せ!          | Gori Jikiden: Me de Korose!                | 20 août 1994          |
| 35  | Les sentiments ardents qui nous lient                                 | 男たちの熱き想い            | Otokotachi no Atsuki Omoi                  | 27 août 1994          |
| 36  | Le lycée Shido ! L'entrée en scène de Shoyô !                         | シード校·翔陽登場           | Shīdo-Kō: Shōyō Tōjō                       | 3 septembre 1994      |
| 37  | Hanamichi, le goût d'être titulaire !                                 | 花道·初スタメン!            | Hanamichi: Hatsu sutamen!                  | 10 septembre 1994     |
| 38  | Le rush de Rukawa !                                                   | 流川の反撃!                 | Rukawa no Hangeki!                         | 17 septembre 1994     |
| 39  | L'inarrêtable Ryôta !                                                 | 電光石火のリョータ!         | Denkōseka no Ryōta!                        | 24 septembre 1994     |
| 40  | Le roi du rebond, Hanamichi Sakuragi !                                | リバウンド王·桜木花道       | Ribaundo Ō · Sakuragi Hanamichi            | 1er octobre 1994      |
| 41  | Le champion de Shôyo ! Fujima entre en scène !                        | 翔陽エース·藤真登場         | Shōyō Ēsu: Fujima Tōjō                     | 1er octobre 1994      |
| 42  | Le champion de Shôyo ! Les vraies capacités de Fujima !               | 翔陽エース藤真の実力        | Shōyō Ēsu Fujima no Jitsutyoku             | 15 octobre 1994       |
| 43  | Mitsui atteint ses limites                                            | 三井、限界か!?              | Mitsui, Genkai ka!?                        | 22 octobre 1994       |
| 44  | Mitsui ! L'avalanche des 3 points !                                   | 三井!嵐の3ポイント          | Mitsui! Arashi no Surī Pointo              | 5 novembre 1994       |
| 45  | Tout proche de l'expulsion ! Hanamichi en difficulté !                | 退場目前!? 花道ピンチ       | Taijō Mezen!? Hanamichi Pinchi             | 26 novembre 1994      |
| 46  | Hanamichi ! Le dunk flamboyant !                                      | 花道, 熱きダンク            | Hanamichi, Atsuki Danku                    | 3 décembre 1994       |
| 47  | Le défi du rival !                                                    | ライバルからの挑戦状        | Raibaru kara no Chōsenjō                   | 10 décembre 1994      |
| 48  | L'homme qui jura de battre Kainan !                                   | 打倒海南を誓う男            | Datō Kainan o chikau otoko                 | 17 décembre 1994      |
| 49  | Le dernier combatant de Takezono                                      | 武園·最後の闘志             | Takezono, Saigo no Tōshi                   | 24 décembre 1994      |
| 50  | Défier les rois !                                                     | 王者への挑戦                | Ō-sama e no Chōsen                         | 7 janvier 1995        |
| 51  | Un joueur imprévisible ! Hanamichi en pleine forme !                  | 計算外!?花道絶好調!         | Keisan-gai!? Hanamichi zekkōchō!           | 14 janvier 1995       |
| 52  | L'arme secrète pour contenir Sakuragi !                               | 桜木封じの秘密兵器!         | Sakuragi Fūji no Himitsu Heiki!            | 21 janvier 1995       |
| 53  | Gorille blessé ! Désespoir absolu !                                   | ゴリ負傷!絶体絶命!?         | Gori Fushō! Zettai Zetsumei!?              | 28 janvier 1995       |
| 54  | Le petit-frère de King Kong !                                         | キングコング·弟             | King Kong · Otōto                          | 4 février 1995        |
| 55  | L'homme qui domine le match !                                         | ゲームを支配する男          | Gēmu wo Shihai suru Otoko!                 | 11 février 1995       |
| 56  | Le champion Maki à plein régime !                                     | エース牧·全開!              | Ēsu Maki, Zenkai!                          | 18 février 1995       |
| 57  | Anzai, le pari pour la victoire !                                     | 安西·勝利への賭け!          | Anzai, Shōri e no Kake!                    | 25 février 1995       |
| 58  | Des types entêtés !                                                   | しぶとい奴ら!               | Shibutoi yatsura!                          | 4 mars 1995           |
| 59  | Les 10 dernières secondes, l'issue finale !                           | ラスト10秒!完全決着!        | Rasuto Jū-byō! Kanzen Kecchaku!            | 11 mars 1995          |
| 60  | Shôhoku au pied du mur !                                              | がけっぷちの湘北            | Kakebbuchi no Shōhoku                      | 18 mars 1995          |
| 61  | La contre-attaque de la tête de bonze !                               | ボーズ頭の逆襲              | Bōzu atama no Gyakushū                     | 25 mars 1995          |
| 62  | L'entraînement de 3 jours !                                           | 特訓3DAYS                   | Tokkun 3 DAYS                              | 8 avril 1995          |
| 63  | Le match au sommet ! Kainan VS Ryônan !                               | 頂上決戦!海南VS陵南         | Chōjō kessen! Hainan VS Ryōnan             | 8 avril 1995          |
| 64  | Démonstration de force ! Les rois de Kainan !                         | 本領発揮!王者·海南          | Honryō hakki! Ōja· Hainan                  | 15 avril 1995         |
| 65  | La confrontation ultime ! Sendô VS Maki !                             | 最強対決!仙道VS牧           | Saikyō taiketsu Sendō VS Maki              | 29 avril 1995         |
| 66  | Sendô, le pari éclair !                                               | 仙道·一瞬の賭け!            | Sendō· Isshun no Kake!                     | 13 mai 1995           |
| 67  | La bataille décisive ! Shôhoku VS Ryônan !                            | 最終決戦!湘北VS陵南         | Saishū Kessen! Shōhoku VS Ryōnan !         | 20 mai 1995           |
| 68  | Le sauveur ! Hanamichi Sakuragi                                       | 救世主!?桜木花道            | Kyuseishū!? Sakuragi Hanamichi             | 27 mai 1995           |
| 69  | Gorille, le désastre !                                                | ゴリ異変!                   | Gori Ihen!                                 | 3 juin 1995           |
| 70  | Gorilla Dunk !!                                                       | ゴリラダンクII              | Gorila Danku II                            | 10 juin 1995          |
| 71  | Gorille ! Le cri de la résurection !                                  | ゴリ·復活の雄叫び!          | Gori· Fukkatsu no Otakebi!                 | 17 juin 1995          |
| 72  | La plus grande humiliation de sa Vie                                  | 人生最大の屈辱              | Jinsei Saidai no Kutsujoku                 | 1er juillet 1995      |
| 73  | Rukawa se déchaîne !                                                  | 流川·後半戦への賭け         | Rukawa · Kōhan-sen e no Kake               | 8 juillet 1995        |
| 74  | Le plus dangereux des challengers !                                   | 最も危険な挑戦者            | Mottomo Kiken'na Chōsen-sha                | 15 juillet 1995       |
| 75  | Belle action                                                          | ファインプレイ              | Fain purei                                 | 22 juillet 1995       |
| 76  | Le pressentiment de la victoire                                       | 勝利の予感                  | Shōri no Yokan                             | 5 août 1995           |
| 77  | Vous êtes fort !                                                      | 君たちは強い                | Kimitachi wa Tsuyoi                        | 12 août 1995          |
| 78  | Résurrection ! Uozumi Jun le patron                                   | 復活!闘将·魚住純            | Fukkatsu! Tōshō· Uozumi Jun                | 19 août 1995          |
| 79  | La vague bleue ! La contre-attaque de Ryoonan !                       | BW!陵南の反撃               | Burū Uebu! Ryōnan no Hangeki               | 26 août 1995          |
| 80  | Les sources d'inquiétude de Shôhoku !                                 | 湘北の不安要素              | Shōhoku no Fuan Yōso                       | 2 septembre 1995      |
| 81  | Sendô s'enflamme ! Shôhoku s'écroule !!                               | 仙道ファイヤー! 湘北崩壊!!  | Sendō Faiyā! Shōhoku Hōkai!!               | 9 septembre 1995      |
| 82  | Le débutant Hanamichi dévoile son talent                              | ド素人·花道本領発揮         | Do Shirōto· Hanamichi Honryō Hakki         | 21 octobre 1995       |
| 83  | La tenacité du binoclard, le vice-capitaine                           | 副主将メガネ君の執念        | Fuku Kyaputen Megane-kun no Shūnen         | 28 octobre 1995       |
| 84  | Victoire ou défaite                                                   | 勝敗                        | Shōhai                                     | 4 novembre 1995       |
| 85  | Un nouveau challenge                                                  | あらたなる挑戦! 全国制覇    | Aratanaru Chōsen! Zenkoku Seiha            | 11 novembre 1995      |
| 86  | Le mystère Rukawa                                                     | 流川の野望                  | Rukawa no Yabō                             | 18 novembre 1995      |
| 87  | Devenir le N°1 du Japon                                               | 日本一の高校生              | Nihonichi no Kōkōsei                       | 25 novembre 1995      |
| 88  | Le pays du basket-ball, les Etats-Unis                                | バスケットの国アメリカ      | Basuketto no Kuni Amerika                  | 2 décembre 1995       |
| 89  | La détermination de Rukawa !                                          | 鬼気迫る!流川               | Kiki Semaru! Rukawa                        | 9 décembre 1995       |
| 90  | La vraie star de Shôhoku !                                            | 湘北真のエース!             | Shōhoku Shin no Ēsu                        | 16 décembre 1995      |
| 91  | Le tournoi national est en jeu !                                      | 全国が危ない!               | Zenkoku ga Abunai!                         | 23 décembre 1995      |
| 92  | Solidarité masculine ! La bande à Sakuragi                            | 男の友情!?桜木軍団          | Otoko no Yūjyō!? Sakuragi gundan           | 13 janvier 1996       |
| 93  | L'entraînement des 20 000 shoots                                      | 2万本への挑戦               | Ni-man Bon e no Chōsen                     | 20 janvier 1996       |
| 94  | Intense bataille à Shizuoka ! Shôhoku VS Jôsei                        | 静岡の激闘! 湘北VS常誠      | Shizuoka no Gekitō! Shōhoku VS Jōsei       | 27 janvier 1996       |
| 95  | Le meilleur jour d'Hanamichi                                          | 花道の最も熱き一日          | Hanamichi no Mottomo Atsuki ichi nichi     | 3 février 1996        |
| 96  | La paire de basket II                                                 | バスケットシューズII        | Basuketto Shūzu!                           | 10 février 1996       |
| 97  | Un goût d'inachevé ! Le retour d'Uozumi                               | 熱き思い·魚住再び!          | Atsuki Omoi· Uozumi Futatabi!              | 17 février 1996       |
| 98  | Début du match ! Shôhoku VS Shôyo et Ryônan                           | 激闘開始! 湘北VS翔陽·陵南   | Gekirō Kaishi! Shōhoku VS Shōyo· Ryōnan    | 24 février 1996       |
| 99  | Shôhoku en danger ! Affrontement contre la plus puissante des équipes | 湘北危うし! 脅威の最強軍団  | Shōhoku Ayaushi! Kyōi no Saikyō gundan     | 2 mars 1996           |
| 100 | L'homme par qui arrive le miracle - Hanamichi Sakuragi !              | 奇跡の男·桜木花道!          | Kiseki no Otoko· Sakuragi Hanamichi        | 9 mars 1996           |
| 101 | La gloire du Slam Dunk                                                | 栄光のスラムダンク          | Eikō no Suramu Danku                       | 23 mars 1996          |